# Storsjön (Åsarne socken, Jämtland)
Storsjön är en sjö i Bergs kommun i Jämtland och ingår i Ljungans huvudavrinningsområde. Sjön har en area på 0,226 kvadratkilometer och ligger 585,8 meter över havet.

## Delavrinningsområde
Storsjön ingår i det delavrinningsområde (696117-139519) som SMHI kallar för Ovan Aloppan. Medelhöjden är 535 meter över havet och ytan är 15,28 kvadratkilometer. Räknas de 213 avrinningsområdena uppströms in blir den ackumulerade arean 1 510,73 kvadratkilometer. Avrinningsområdets utflöde Ljungan mynnar i havet. Avrinningsområdet består mestadels av skog (85 procent). Avrinningsområdet har 0,72 kvadratkilometer vattenytor vilket ger det en sjöprocent på 4,7 procent.